# Westerngrund
Westerngrund – gmina w Niemczech, w kraju związkowym Bawaria, w rejencji Dolna Frankonia, w regionie Bayerischer Untermain, w powiecie Aschaffenburg, wchodzi w skład wspólnoty administracyjnej Schöllkrippen. Leży około 18 km na północny wschód od Aschaffenburga.
Od chwili przystąpienia Chorwacji do Unii Europejskiej 1 sierpnia 2013 r. do wystąpienia Wielkiej Brytanii z Unii Europejskiej 31 stycznia 2020 roku w Westerngrund znajdował się środek Unii Europejskiej.
1 stycznia 2015 do gminy przyłączono teren o powierzchni 0,23 km², pochodzący z rozwiązanego obszaru wolnego administracyjnie Geiselbacher Forst. 1 stycznia 2019 natomiast teren o powierzchni 4,37 km² pochodzący ze zlikwidowanego obszaru wolnego administracyjnie Huckelheimer Wald.

## Podział administracyjny
W skład gminy wchodzą trzy części miejscowości (Ortsteile): Oberwestern, Unterwestern oraz Huckelheim.

### Demografia
| Rok  | Liczba mieszk. |
| ---- | -------------- |
| 1970 | 1454           |
| 1987 | 1584           |
| 2000 | 1918           |
| 2006 | 1921           |

### Oświata
(na 1999)

W gminie znajduje się 75 miejsc przedszkolnych (z 72 dziećmi).